# Pietro Antonio Solari

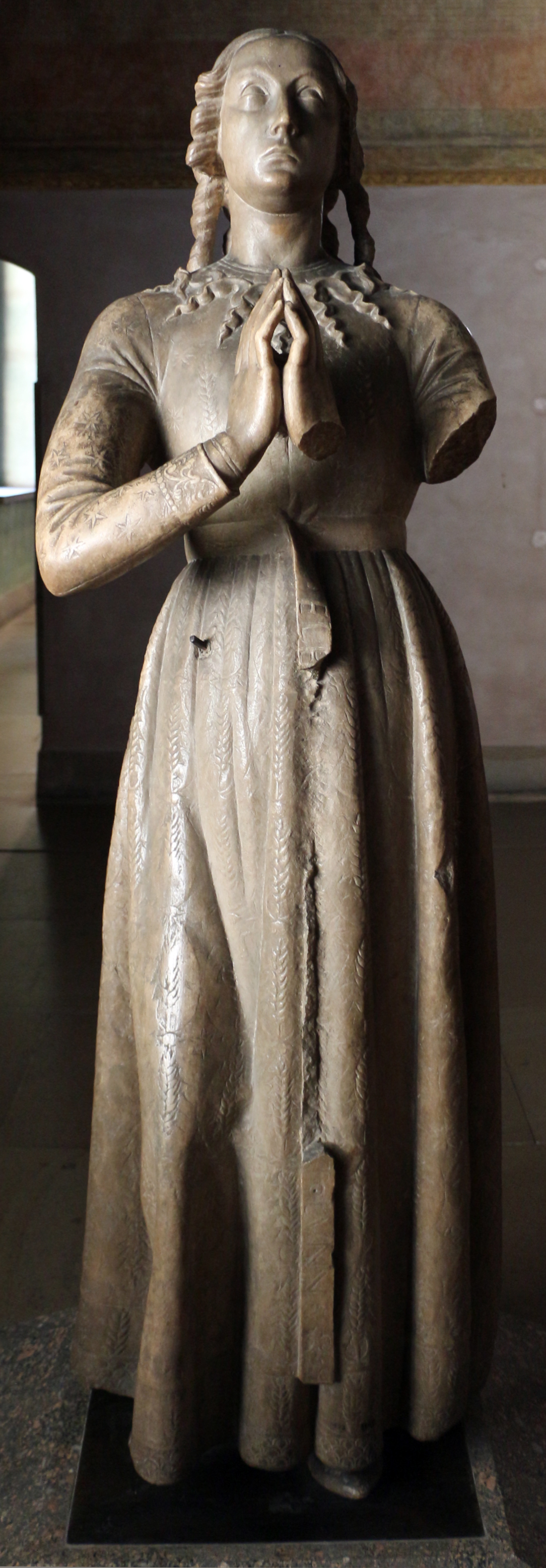
Madonna del coazzone, 1470-90 ca.

Pietro Antonio Solari, o Solaro (Milano, 1445 circa – Mosca, maggio 1493), è stato uno scultore e architetto italiano naturalizzato russo, noto in Russia come Pëtr Antonin Frjazin (in russo Пётр Антонин Фрязин?) dal termine antico friazin o friag con cui venivano all'epoca appellati gli italiani.

## Biografia
Figlio di Guiniforte Solari, ingegnere capo del Ducato di Milano, e cugino dello scultore Cristoforo Solari detto il Gobbo, suo allievo, e del pittore Andrea, lavora come scultore presso la Certosa di Pavia, il Duomo di Milano e la Ca' Granda. Successivamente partecipa alla ricostruzione di alcuni religiosi milanesi: la chiesa di Santa Maria del Carmine, la Chiesa di Santa Maria Incoronata e la Chiesa di San Bernardino alle Monache. All'improvvisa morte del padre gli succedette quale architetto dell'Ospedale Maggiore e della Certosa di Pavia. Nel 1484 realizza la Tomba de' Capitani nel Duomo di Alessandria e l'anno successivo la Madonna del Coazzone a Milano.
A partire dal 1487 lavora a Mosca, chiamato dallo zar Ivan III Vasil'evič allo scopo di edificare le nuove torri difensive del Cremlino, opera continuata anche sotto lo zar Basilio III. Muore a Mosca nel maggio 1493.

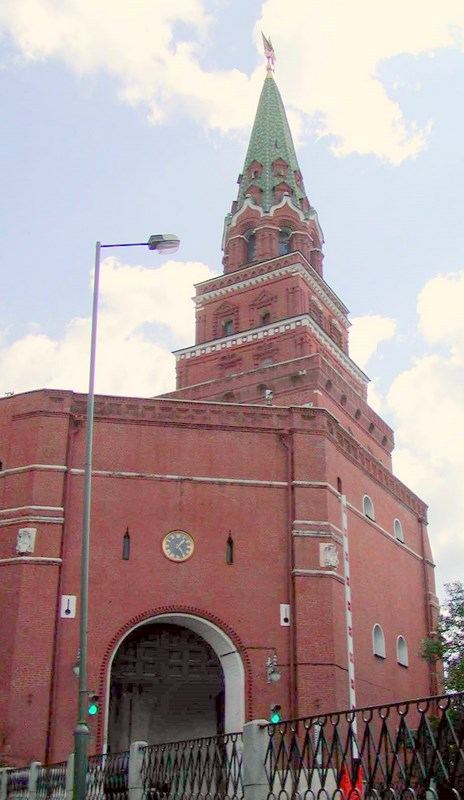
Torre Borovitskaja, Cremlino di Mosca
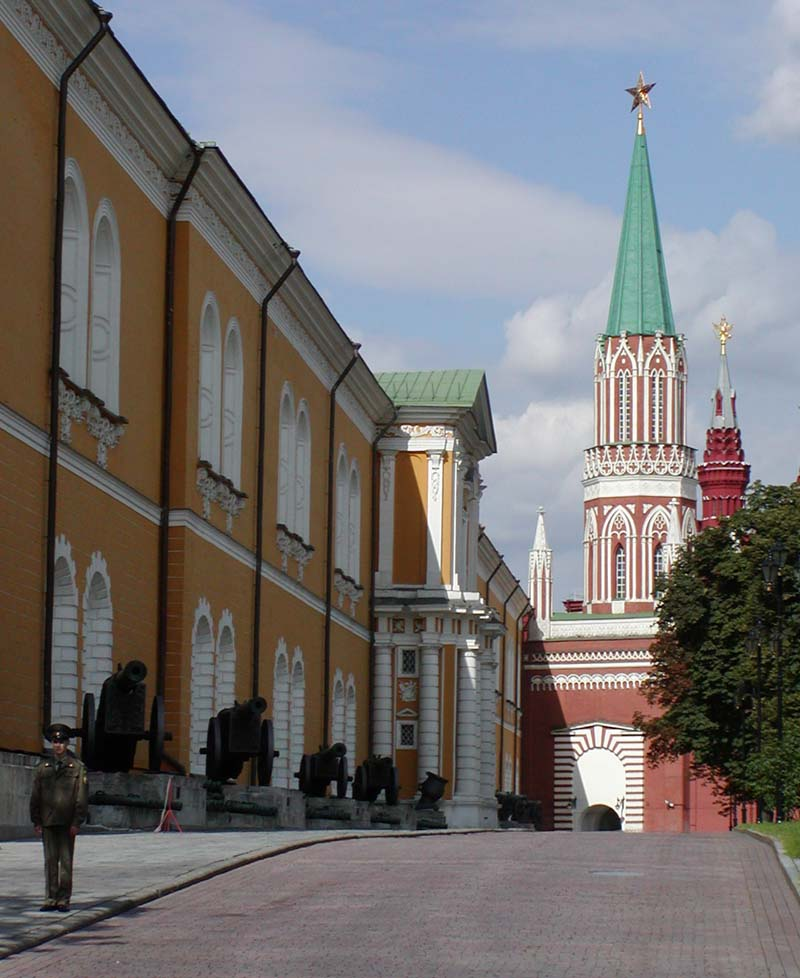
Torre Nikolskaja, Cremlino di Mosca

## Genealogia dei Solari da Carona
|                                                  |                                                  | | | | |                                                                     |                                                                     |                                                   |                                                   |
|                                                  |                                                  | | | Marco (menz. 1387-1405), architetto e scultore                                                                                         | |                                                                     |                                                                     |                                                   |                                                   |
|                                                  |                                                  | | | | |                                                                     |                                                                     |                                                   |                                                   |
|                                                  |                                                  | | | | |                                                                     |                                                                     |                                                   |                                                   |
|                                                  |                                                  | Alberto | Alberto | Giovanni (Campione d'Italia 1400 circa - Milano 1484 circa) ingegnere della Certosa di Pavia (1428-62) e del Duomo di Milano (1452-69) | Giovanni (Campione d'Italia 1400 circa - Milano 1484 circa) ingegnere della Certosa di Pavia (1428-62) e del Duomo di Milano (1452-69) | Pietro                                                              | Pietro                                                              |                                                   |                                                   |
|                                                  |                                                  | | | | |                                                                     |                                                                     |                                                   |                                                   |
|                                                  |                                                  | | | | |                                                                     |                                                                     |                                                   |                                                   |
|                                                  |                                                  | Guiniforte (o Boniforte) (Milano 1429 - ivi 1481) ingegnere della Certosa di Pavia (1462-81) e del Duomo di Milano (1459-81) | Guiniforte (o Boniforte) (Milano 1429 - ivi 1481) ingegnere della Certosa di Pavia (1462-81) e del Duomo di Milano (1459-81) | Francesco (attivo 1446-1469) architetto e scultore                                                                                     | Francesco (attivo 1446-1469) architetto e scultore                                                                                     |                                                                     | Bartolomeo o Bertola(?)                                             | Bartolomeo o Bertola(?)                           |                                                   |
|                                                  |                                                  | | | | |                                                                     |                                                                     |                                                   |                                                   |
|                                                  |                                                  | | | | |                                                                     |                                                                     |                                                   |                                                   |
| Maddalena nel 1476 sposò Giovanni Antonio Amadeo | Maddalena nel 1476 sposò Giovanni Antonio Amadeo | Francesco | Francesco | Pietro Antonio (Milano ? metà sec. 15º - Mosca 1493) Architetto e scultore                                                             | Pietro Antonio (Milano ? metà sec. 15º - Mosca 1493) Architetto e scultore                                                             | Cristoforo, detto il Gobbo (1467/1470 - 1524) architetto e scultore | Cristoforo, detto il Gobbo (1467/1470 - 1524) architetto e scultore | Andrea (circa 1460 - circa 1520) Pittore milanese | Andrea (circa 1460 - circa 1520) Pittore milanese |